# Rhizomys pruinosus
Espèce
Statut de conservation UICN

 LC  : Préoccupation mineure
Rhizomys pruinosus est une espèce de rongeur de la famille des Spalacidés. On l'appelle communément rat des bambous.

## Répartition et habitat
Cette espèce se rencontre, entre 1 000 et 4 000 m d'altitude, en Birmanie, au Cambodge, en Chine, dans le nord-est de l'Inde, au Laos, dans la péninsule Malaise, en Thaïlande et au Viêt Nam.
Il aime la jungle de bambous mais aussi les buissons dans les forêts.

## Description
Rhizomys pruinosus mesure de 30 à 37 cm avec une queue de 10 à 16 cm.

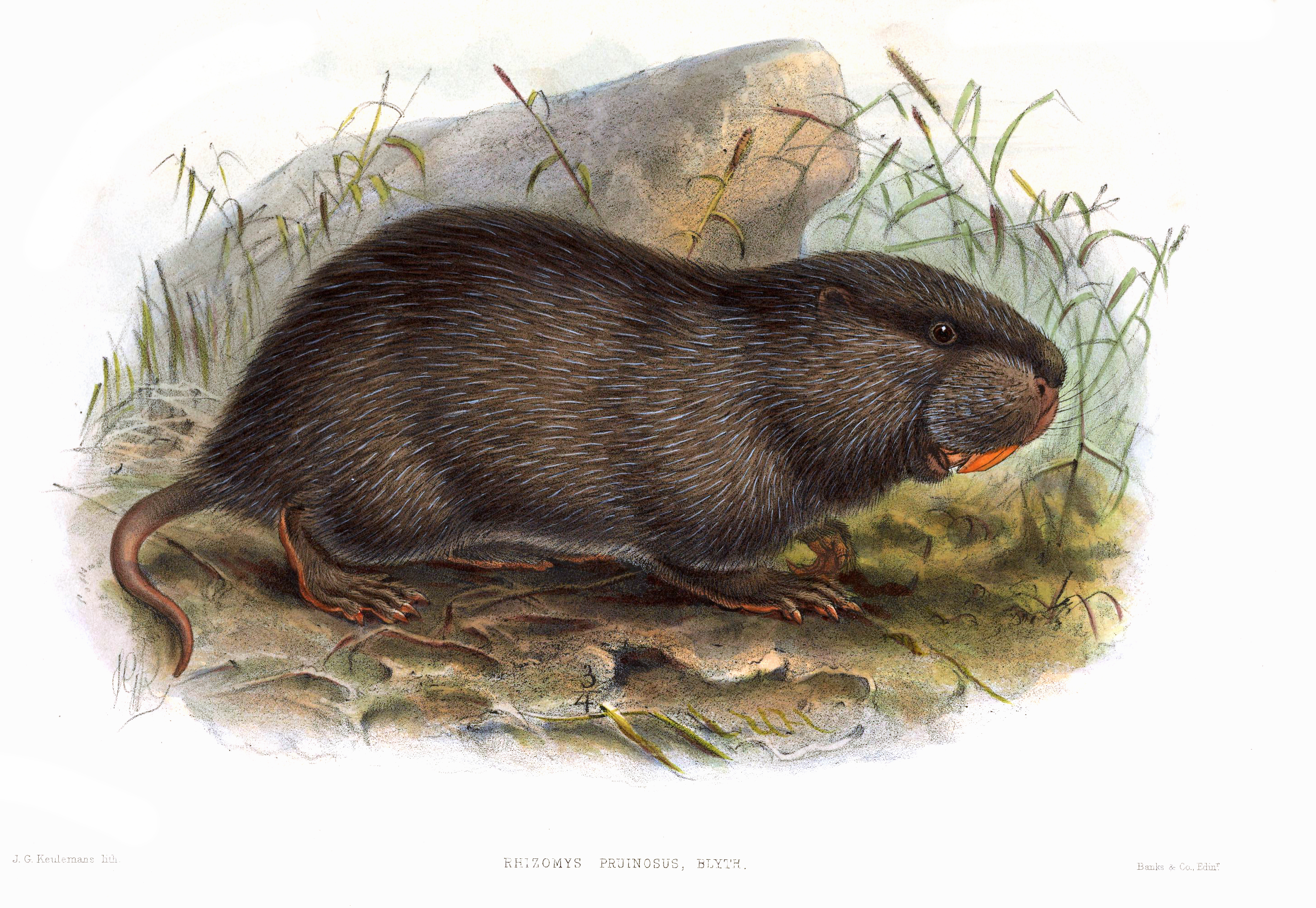
Illustration de John Gerrard Keulemans

## Alimentation
Le rat des bambous mange au crépuscule des feuilles et des pousses de bambous ; et aussi des fruits tombés au sol, des graines, des herbes et des racines.

## Reproduction
Le rat des bambous creuse des terriers avec ses courtes pattes munies de griffes adaptées au fouissage et avec ses solides dents de rongeur. La femelle choisit une de ces tanières pour y mettre bas, après 21 jours de gestation, de 3 à 5 petits ratons des bambous. Les petits naissent aveugles puis, au bout de 10 jours, ils ouvrent les yeux.